# Wotansari
Wotansari is een bestuurslaag in het regentschap Gresik van de provincie Oost-Java, Indonesië. Wotansari telt 1152 inwoners (volkstelling 2010).